# Ohmella casta
Ohmella casta är en halssländeart som först beskrevs av H. Aspöck och U. Aspöck 1968.  Ohmella casta ingår i släktet Ohmella och familjen ormhalssländor. Inga underarter finns listade i Catalogue of Life.